# トム・モレロ
トーマス・"トム"・バプティスト・モレロ（Thomas "Tom" Baptiste Morello、1964年5月30日 - ）はアメリカ合衆国のギタリスト。ロックバンド、レイジ・アゲインスト・ザ・マシーン、オーディオスレイヴのメンバー、またはソロプロジェクト、ナイトウォッチマンの活動で知られる。2009年にストリート・スウィーパー・ソーシャル・クラブを結成した。
「ローリング・ストーンの選ぶ歴史上最も偉大な100人のギタリスト」において2003年は第26位、2011年の改訂版では第40位。

## 来歴

### 生い立ち
ケニアの過激派社会運動組織マウマウ団の一員で後にケニア初の国連代表となった父のンゲセ・ンジョロゲ、高校教師であり公民権運動や検閲反対運動の運動家でもある母のマリー・モレロの間にニューヨーク市ハーレムにて生まれる。父からはキクユ族の、母からはアイルランド系及びイタリア系の血筋を受け継ぐムラートである。父母の影響で学生時代から左派の立場から社会運動に関わると共に、13歳でレッド・ツェッペリンの影響から音楽に目覚めるが、金欠でエレキギターが買えず腕も上達しなかったため挫折する。
高校進学後、本格的にギターを始め、同級生で後にトゥールのギタリストとなるアダム・ジョーンズらと共に「エレクトリック・シープ」を結成。ヘヴィメタルとパンク・ロックの影響を受けながら自身の音楽性を形成していく。
1982年、トムはハーバード大学に進学。政治学を専攻し、1986年に卒業。LAに移り、民主党のアラン・クランストン上院議員の秘書を務めるが、政治思想の対立から解雇される。
アダム・ジョーンズにメイナード・ジェームス・キーナン、ダニー・カレイらを紹介したとアメリカのウィキペディアでも記述され噂されていたが、「これは正しくない」と、33 Things You Should Know About Toolでアダム・ジョーンズが答えている。
1988年にロック・アップというバンドを結成し、翌1989年にゲフィン・レコードからアルバムをリリースするが、1991年にバンドは解散してしまう。

### レイジ・アゲインスト・ザ・マシーン
その後、ロック・アップ時代に知り合い、別のバンドで活動していたザック・デ・ラ・ロッチャのラップスタイルのボーカルに衝撃を受け、バンド結成を持ちかけ、ザック、ブラッド・ウィルク、ティム・コマーフォードと共に、レイジ・アゲインスト・ザ・マシーンを結成。1992年にはエピック・レコードと契約し、ファーストアルバムをリリース。4枚のアルバムを発表し、バンドが発する政治的メッセージやサウンドが人気を呼び、一躍トップバンドの仲間入りを果たす。

### オーディオスレイヴ
しかし人気絶頂の2000年にバンドの方向性の相違からザックが脱退を表明し、バンドは解散。トムはティム、ブラッドに加え、元サウンドガーデンのクリス・コーネルをボーカルに迎えてオーディオスレイヴを結成。また、これと並行して2003年からソロプロジェクト、ナイトウォッチマンとしても活動を開始する。

### 現在
2007年、レイジ・アゲインスト・ザ・マシーンの再結成が報じられ、その3週間後にクリスのオーディオスレイヴ脱退と活動休止が発表される。
2009年、ザ・クープのブーツ・ライリーとの新プロジェクト、ストリート・スウィーパー・ソーシャル・クラブを結成。デビュー・アルバムにはギャラクティックのスタントン・ムーアが参加した。

## プレイスタイル
ワウペダルを始めエフェクターを駆使した独特のサウンドが特徴。個性的なリフに加え、パトカーのサイレンや工場の機械音などあらゆるサウンドを表現する。
ギターのつまみを調整しながら弦を手で擦る事によってDJのターンテーブルのスクラッチ音を表現するスクラッチ奏法、左手でハンマリング・オンしつつ右手でボリュームスイッチのオン/オフを繰り返し独特の音質を演出する奏法、ギタージャックをブリッジに押し当ててノイズを出す奏法など、独創的な奏法を数多く使用する。

## 使用機材

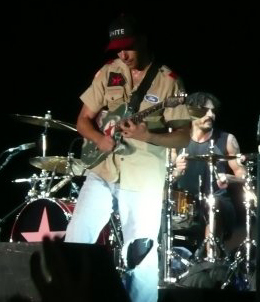
2008年レディング・フェスティバルでのパフォーマンス

### エフェクター
- Digitech Whammy WH-1
- Dunlop Crybaby Wah
- Boss DD-2 Digital Delay
- Boss TR-2 Tremolo
- MXR Phase 90
- DOD FX40b Equalizer
- Ibanez DFL Flanger

### パワーサプライ（電源装置）
- Voodoo Lab Pedal Power

### アンプ
- Marshall JCM800 2205 (50-watt)'
- Peavey 4x12 Cabinet

## ディスコグラフィ
- Tom Morello: The Nightwatchman『The Fabled City』(2008)

Produced by: Brendan O'Brien